# 미국 그랑프리 웨스트

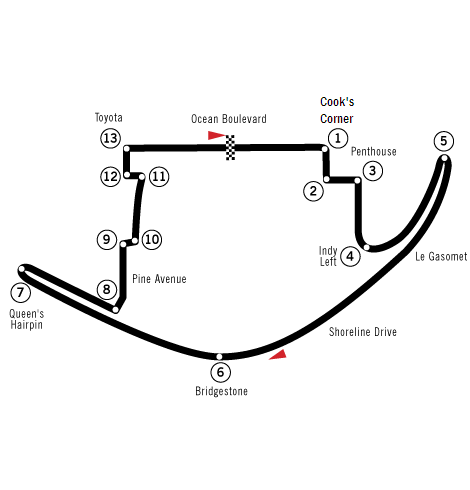

미국 그랑프리 웨스트(영어: United States Grand Prix West)는 미국의 F1 경주이다. 미국 캘리포니아주 롱비치에서 포뮬러 5000 레이스로 1975년 개최되었고, 포뮬러 원 월드 챔피언십 행사는 1976년부터 1983년까지 동일 장소에서 개최되었다.

## 같이 보기
- 미국 그랑프리
- 디트로이트 그랑프리
- 댈러스 그랑프리
- 시저스팰리스 그랑프리